# 大島優子
大島優子（日语：／ Oshima Yuko，1988年10月17日—）是日本女藝人，為女子偶像團體AKB48 Team K前成員，以及AKB48子團Not yet成員，栃木縣出身，所屬經紀公司為太田製作。童星出身，2006年以AKB48二期生身分出道，與前田敦子並列為團內的「王牌」（Ace），兩人與高橋南被視為AKB48發展起飛期之核心成員。2014年6月9日自AKB48畢業，其後以演員為活動重心。

## 經歷

### AKB入團前
大島出生於栃木縣，母親為日、美混血。7歲時因為母親寫推薦信寄照片給Central Group劇團而開始了演藝工作。曾在數部知名電視劇中飾演和久井映見（《處女之路》）、仲間由紀惠（《D×D超能偵察員》）、佐藤藍子（《LOVE&PEACE》）等人的兒童時期，亦參演《西洋骨董洋菓子店》等劇，但因當時多數兒童角色會先由電視台向知名事務所先行指定飾演者，極少對外徵選，因此大島童星時期工作不多。到了高中時，大島發現自己喜愛照顧人的特質，原本欲報考社工並退出演藝圈，此時童星時期信賴的經紀人告知大島AKB正在徵選新團員的消息，於是大島參加AKB選拔賽並成功入選。大島其後曾表示當時若落選，是打算終止童星時期以來零星的工作並退出藝能界的。
2005年，在正式進入AKB前，大島曾短暫加入由THE ALFEE樂團吉他手高見澤俊彥擔任製作人的「Doll's Vox」組合，但僅發行一張單曲即宣告解散。

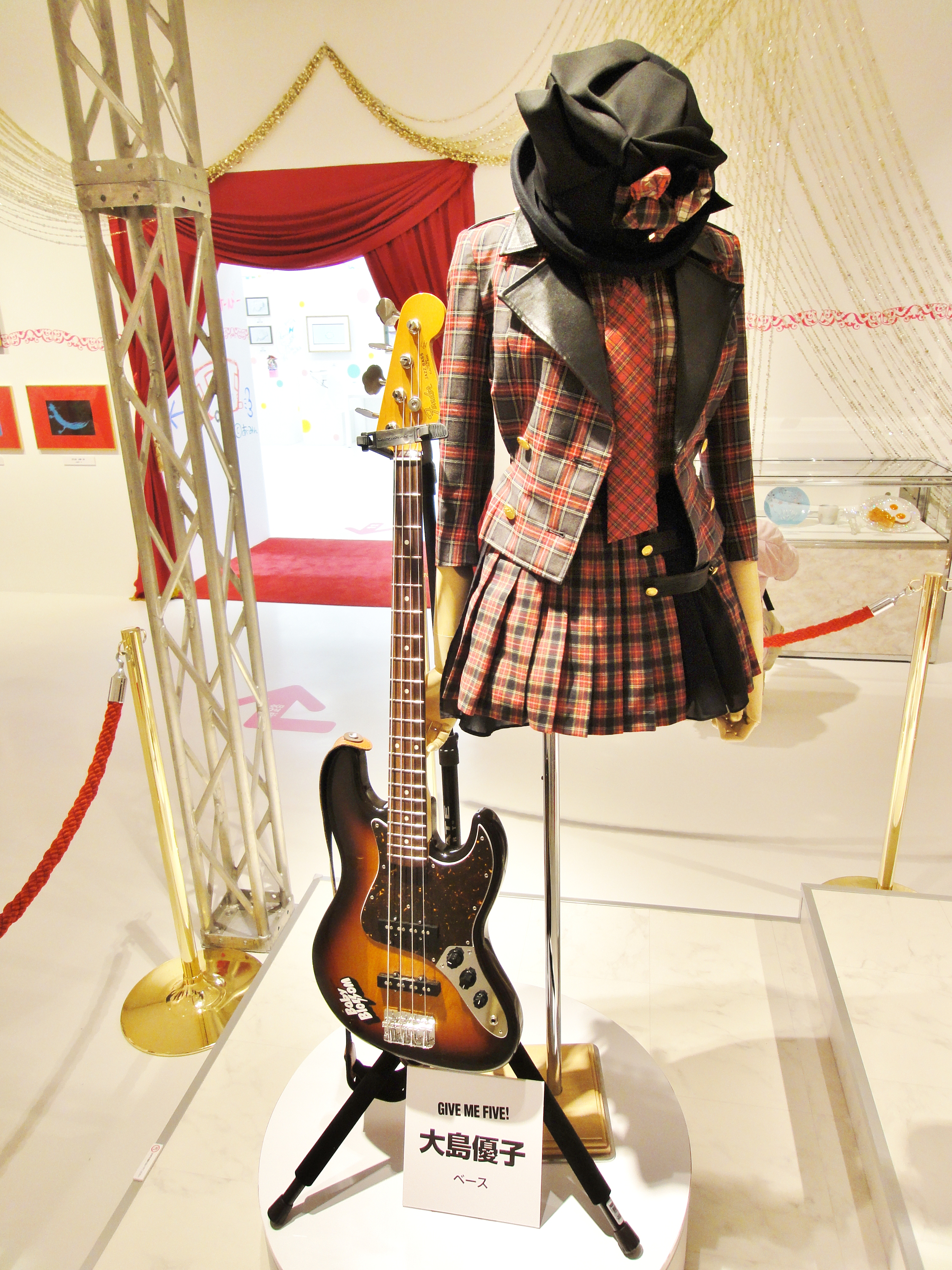
大島優子演出時使用的貝斯及演出服（AKB48美術部展覽會）

### AKB入團後
註：其他團體成績詳見「AKB48歷史」條目

#### 2006年－2010年
因童星時期前經紀人的告知而報名AKB48第二期成員徵選（報名者11,892人），2006年2月26日，AKB48第二期成員甄選合格（最終合格者19名），正式成為分隊Team K成員。當時住在栃木縣的大島，高中放學後為了上AKB訓練課程，而在東京和栃木縣兩地通勤，深夜才回到家。同年4月1日，在AKB48劇場第一次正式登台演出，Team K公演當天雖滿員，但第三天觀眾人數僅剩一半，表演時亦招致噓聲，劇場牆上一度戲謔式的張貼「禁止噓聲」的告示，送觀眾離開時亦常被當面嫌棄「表演真糟」、「以後不來」，其他團員亦為觀眾流失的現象自責落淚；而當時以高橋南等人為中心人物且最早成立的Team A已開始提升人氣，大島曾臨時代替不能上場的板野友美以Team A成員登台表演，感受到了觀眾歡呼聲與Team K之明顯落差，給予大島良性的刺激。仍是高中三年級的大島為團內較年長的成員，雖備感挫折，但表示「沒有哭的時間」的她認為每一個嫌棄的觀眾都是重要的觀眾，於是思考Team K特色為何，並透過反覆的Team K小組會議，討論出改善方式；其後，觀眾逐漸回流並步上正軌，而Team K亦是第一個導入樂器演奏的AKB分隊。7月，與成員前田敦子、小野惠令奈移籍到太田製作。10月25日，單曲〈好想見你〉發行，大島成為選拔成員之一，並以此作品正式自AKB48出道。憑藉此曲，AKB48由原本獨立製作初次進入主流大眾視野，此曲在當時雖未走紅，但其後被視為是AKB成名代表作。2007年12月，AKB48初次在第58回NHK紅白歌合戰登場，演唱〈好想見你〉，但表演時間全長僅一分多鍾。
2008年1月1日，發行首張正規專輯（單曲精選）《SET LIST～Greatest Songs 2006-2007～》，Oricon週榜29名。同年10月，單曲〈大聲鑽石〉發行，在Oricon單曲週榜排名首次達到最高的第三位，開始獲得廣泛注目，但大島在此曲的站位（如音樂錄影帶等）不佳。至2009年3月單曲〈10年櫻〉，亦站在前排最側位置。大島其後表示，當時想嘗試其他領域的工作，甚至一度考慮退團畢業的事。3月21日，同時發展演員工作的大島初次主演電影《TEKETEKE》，並於4月在「AKB48 TeamK 5th Stage「引體後空翻」」公演第一天發表將進行喉嚨手術的聲明，同月13日手術結束，同月20日出院。
7月8日，大島在「AKB48第一屆總選舉」歌迷人氣投票中奪得第二名，僅次於團中「不動center（中心站位成員）」前田敦子，在歌迷間引起話題。
10月21日，發行第14張單曲《RIVER》，大島為主要演唱成員之一，AKB並以此首單曲首次獲得Oricon榜冠軍，超越該年女歌手之總銷量與自身的最高銷量紀錄。

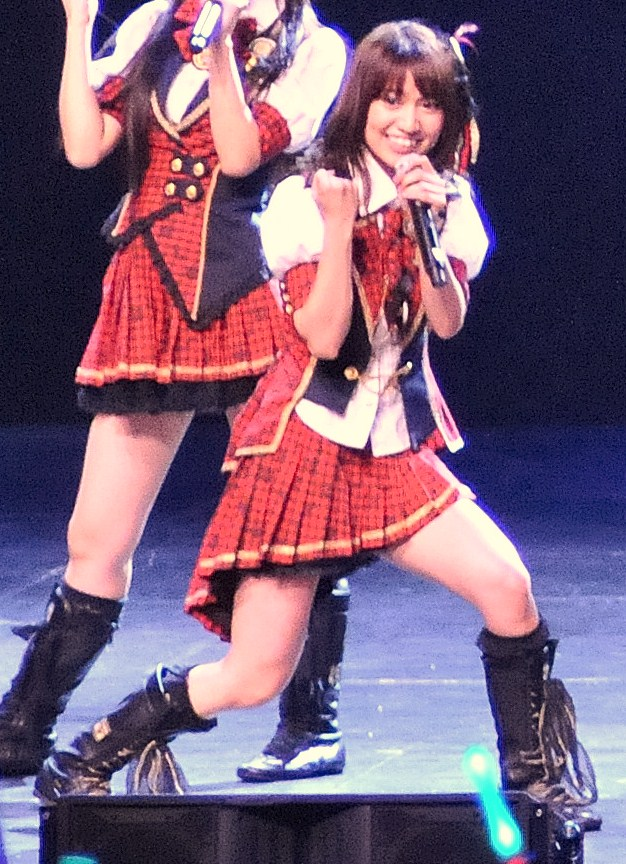
2010年於美國洛杉磯Anime Expo中登台演出的大島優子

2010年1月起，演出由AKB成員擔綱的連續劇《馬路須加學園》，並在當時引起話題。6月9日，大島在「AKB48第二屆總選舉」中初次奪得第一名，獲得單曲〈無限重播〉唯一的中心站位成員及專輯Type-B單獨封面，此為大島首度單獨擔任center之作，有媒體更將此曲形容為「大島之曲」。而此首音樂錄影帶在其後的2014年亦成為「日本史上第一支官方YouTube音樂錄影帶點閱數破億」的MV（該年亦是大島離團畢業年）。此曲是AKB成團以來傳唱度極高的代表性經典安可歌曲之一，亦是AKB第一張取得Oricon月榜冠軍及連續43週登上第一位的單曲，並打破了由ORANGE RANGE的〈花〉所創下的6年不動連續42週第一的紀錄，〈無限重播〉總計81週冠軍。

#### 2011年－2012年
2011年1月21日，「AKB48 重溫時間 最佳曲目100 2011」的第二天，發表了AKB新子團「Not yet」結成的消息。成員是大島、北原里英、指原莉乃、橫山由依4人，單曲於首周創下17萬張的銷量佳績，是AKB48眾多子團體中的最高紀錄，而累積的冠軍次數與銷量皆是AKB48子團之最。該月23日，「AKB48 重溫時間 最佳曲目100 2011」最終日，總共384首歌中被選出得到第一位的歌曲是大島首次擔任center的曲目〈無限重播〉。 6月9日，在「AKB48第三屆總選舉」獲得122,843票，再度獲得第二名。10月，AKB發行的單曲〈風正在吹〉由大島與前田敦子擔任center，依舊空降冠軍。
9月30日，日本東京舉行杜莎夫人蠟像館的開館前先行期間限定展，當時展示的名人中，只有大島與音樂家坂本龍一、葉加瀨太郎為日本人。11月，參演富士電視台月九劇《我無法戀愛的理由》，首次在月九飾演正規角色。12月8日，於「2011年藝人廣告代言排行榜」的女性藝人中排名第一，共有19家廠商邀請大島擔任產品代言人。
2012年1月22日，「AKB48 重溫時間 最佳曲目100 2012」的最終日，總共421首歌中被選出得到第一位的歌曲，再度由大島擔任center的曲目〈無限重播〉取得第一位。同年6月6日，大島在「AKB48第四屆總選舉」再度奪得第一名（108,837票）。7月12日，同時進行演員工作的大島，於美國紐約舉行的日本電影節，以電影《黑金丑島君》中的「鈴木未來」一角奪得最佳新人獎（Cut Above Award for Outstanding Debut）。8月24日，於東京巨蛋舉辦的「AKB48 in TOKYO DOME ～1830m的夢想～」的第一天組閣中，被委任為Team K的隊長職務。該月，由大島單獨擔任center的單曲〈格子花紋〉發行，獲得Oricon月榜第一位。10月，大島和松井珠理奈擔任雙center的新單曲〈UZA〉發行，繼〈格子花紋〉再度奪下Oricon月榜第一。
同年，大島與小甜甜布蘭妮分別為Google+美國與亞洲地區最多網友關注的藝人。

#### 2013年－2014年
2013年3月8日，大島獲得第36回日本電影金像獎話題賞（演員部門）。6月8日，在「AKB48第五屆總選舉」中獲得第二名（136,503票），同年5月，由大島擔任center之一的單曲〈再見自由式〉發行，第一天銷量145萬張，不到一個月破185.7萬張，打破了1997年SPEED單曲〈White Love〉高懸16年的184.5萬張紀錄，亦成為日本女子團體銷量最高的單曲。總計第五張在發行初日銷量突破百萬的單曲，三週內達成200萬張銷量，與1999年發行的〈丸子三兄弟〉（だんご3兄弟）並列日本史上最快達成200萬張唱片認證的作品。12月31日，大島於第64回NHK紅白歌合戰中宣布將從AKB48畢業，畢業主因為「在團內已經沒有想要挑戰的事了，能做的都已做過，沒有遺憾。必須騰出位置讓優秀後輩團員上升」（2012年即已向高橋南表示欲於2013年退團。亦僅在正式宣布當天的前一晚告知高橋）。
2014年2月，單曲〈勇往直前〉釋出，此曲為總製作人秋元康初次指定大島單獨擔任center之單曲（以往單獨擔任center皆為總選舉歌迷投票得來），亦是大島在團期間最後一首單獨擔任center的單曲。此曲破多項紀錄，包括自出道以來通算3091.7萬張唱片總銷量，為史上第一個破3000萬張銷量的女子團體（第二位為SPEED的1955萬張），亦是繼松任谷由實、濱崎步、宇多田光、安室奈美惠，第五位（組）達3000萬張銷量之女歌手。3月20日，大島參與最後一場的「最終鐘聲鳴響」例行公演。3月30日，原預定在有「聖地」之稱的國立競技場舉行大島的畢業演唱會，雖全團已彩排就緒，但因暴雨而臨時在開演前取消，連帶使得大島的畢業日期被迫延後。
同年5月，大島於AKB48參與的最後一張單曲〈拉布拉多獵犬〉發行首週，銷量即達166萬張，成為AKB48連續第17張銷量破百萬的單曲（通算第18張），亦連續第23張單曲獲得週榜冠軍，刷新了女子團體在Oricon榜「冠軍單曲連續獲得次數」和「冠軍單曲獲得總次數」的兩項紀錄。同時，總銷量亦達2878萬張（僅單曲部分），超越Mr.Children樂團的2845萬張紀錄。
6月8日，AKB48在味之素球場舉行「6月8日的降雨機率56%（5月16日預測），晴天娃娃是不是真的有效？」，補行3月因暴雨取消的大島優子個人畢業式。翌日，大島於AKB個人出道地點AKB48劇場舉行畢業公演。7月，AKB紀錄片電影《AKB48 光榮時刻》上映，大島的離團為主題之一，顯見其在AKB時期的貢獻。11月，大島以畢業生身分受邀參與原母團新單曲〈希望無限〉的音樂錄影帶拍攝。至2014年畢業離團前的數年，大島皆是「日本女子偶像影響力榜」的第一位。

### 離開AKB48後
關於離團後，大島表示沒有不安，「若支持者流失也很正常，是否繼續支持是來去自由的，只是沒接受新的階段的我罷了，自己倒是很期待嘗試不同的事物。我挺擅長記住歌迷的名字和臉，倘若在戲劇的首映會或其他場合與同一批人再相遇也很感動。要是離團後逐漸不紅甚至接不到工作，到時打工什麼的總能過下去。唯一失落的是沒什麼機會再踏上AKB48劇場，這是原點。」
而因對唱歌自信不高，暫不打算繼續歌手身分。2015年，離團後初次主演電影《羅曼史》，並於同年初主演連續劇《脫黑～不再當黑社會～》，在劇中的表現獲得好評，亦獲該回第85回日劇學院賞主演女優賞。同年，大島亦為Oricon「2015上半年度爆紅女演員榜」其中之一。10月，初次演出舞台劇《No.9 -不滅の旋律-》。自2014年至離團後滿一年的2015年，大島皆名列每年日本名人廣告代言總數榜前七位。同年12月6日於東京皇家王子大飯店花園塔會議廳、12月8日於AKB48劇場參加AKB48劇場十周年慶祝活動，並與前田敦子、板野友美、篠田麻里子等前成員及現任成員一起演出《Maybe是藉口》、《飛翔入手》、《無限重播》、《櫻花的花瓣們》等曲目。同年12月，AKB官方公布大島將參加AKB48第43首單曲的演唱，預定2016年3月9日發行；31日，大島與同為AKB48前成員的前田敦子應NHK之提議，在AKB48於第66回NHK紅白歌合戰登台時突然現身加入演唱，為即將畢業的高橋南獻上驚喜，高橋淚灑舞台。

#### 2016年-2017年
2016年3月9日，大島以畢業生身分參加AKB48第43張單曲《你就是旋律》。3月11日AKB48及前田敦子、板野友美、篠田麻里子等畢業生參加音樂直播節目《Music Station》，共同演唱《你就是旋律》。2016年3月27日，以畢業生身分與前成員參加AKB48高橋南的畢業演唱會《祝 高橋南畢業「148.5公分看見的夢想」in 橫濱球場》，並演出《無限重播》、《RIVER》、《Everyday、髮箍》等歌曲。2016年6月18日，在AKB48第45張單曲選拔總選舉開票式以「汪汪警察假面」的身分，友情助演以「娘娘假面」身分參選的小嶋陽菜。
2017年1月，參演電視劇《東京白日夢女》，再度與吉高由里子合作。2017年2月22日，與多位畢業生共同在國立代代木競技場第一體育館舉行的小嶋陽菜畢業演唱會《小嶋祭～前夜祭&小嶋陽菜感謝祭～》登台演出，大島參與演唱《裙襬飄飄》、《禁忌的兩人》等曲目。7月，於舉行日本巡迴粉絲見面會期間，宣布將停工一年前往紐約進修。9月初，正式停工前往美國進修。

#### 2018年後
2018年，雖然在美國留學，但是也有返回日本拍攝廣告。2018年11月，留學結束的大島返回日本，並且發行《WORK》和《LIFE》兩本電子寫真書。
2019年1月，即將出演由三浦春馬主演的演舞台劇《罪與罰》，這也是大島優子時隔三年再度出演舞台劇。

## 個人生活
2021年7月29日，大島與演員林遣都透過雙方事務所發表兩人結婚的消息。
2023年1月5日，宣布第一個孩子已經出生。2025年，公佈了第二個孩子出生的消息。

## 人物

### 特徵評價
- 母親為日、美混血，故大島有1/4美國血統。單親家庭，與父親、哥哥一起生活，栃木縣出生後至小學畢業前居住橫濱，其後遷回栃木縣。父親經營壽司店，和父親關係極為親近，自稱「父控」[56]。大島直到高中時才和母親再次見面[10]。
- 性格外向、爽朗直接，在綜藝節目不計形象常為搞笑源頭。在主持的《Woman On The Planet（日语：ウーマン・オン・ザ・プラネット）》節目中表示不知「怕生」為何物，特別喜歡「人」。工作人員曾表示其脾氣極好，共演者山田孝之等亦曾至演唱會現場應援[57]。對於2013年被側拍紀錄片《情熱大陸》拍到彩排時累倒在巨蛋舞台上的片段表示後悔，不希望歌迷看到這種畫面。
- 在AKB休息室不喜歡穿衣服，團員亦習以為常。在韓國溫泉旅行時全裸被歌迷認出要求握手亦不感尷尬[58]。因喜愛對AKB團員肢體接觸被戲稱「大叔」[9]。為「雨女」[59]。
- 除了酒窩，沙啞的聲音是特徵之一，一直對自己聲音有自卑情結[8]。在2009年進行了喉嚨手術而使聲音變得更清晰。[11]
- 興趣是旅行、觀賞電影和足球賽。特長包括模仿、單板滑雪[60]（9歲便擁有自己的滑雪板和裝備，與歌手aiko是滑雪同好[61]）、羽毛球、倒立（頭及雙手撐地。2010年拍攝連續劇《靈能力者 小田霧響子的謊言》時曾被導演要求在台上倒立）、游泳（各種游泳方式皆會），短跑在AKB為第一位。因拍攝音樂錄影帶〈破浪刨冰〉第一次接觸滑水，十分鐘之內即學會在水面滑行[62]。在AKB團內屬於如運動員般熱血的「體育會系（日语：体育会系）」定位。
- 在AKB的運動會中總積分為第一名、學科測驗總分為第二名。有日語漢字三級檢定資格[63]。
- 自稱「3C白痴」，為戶外派，有水肺潛水執照[64]。
- 在分隊Team K公演及單曲〈GIVE ME FIVE!〉擔任貝斯手。2012年的live演出因其他工作無法參與，其他成員亦無人會貝斯，因而當天請專業樂手代替。小学開始学手语，目前依然会基本手语，想过要当手语通译士。
- 座右銘是「十人十色[65]，相信自己提升自我」（十人十色、己を信じて精進せよ）。欣賞的演員是永作博美、香川照之[66]。
- 因2007年拍攝AKB單曲〈曾不屑一顧的愛情〉的音樂錄影帶而開始想成為演員[67]。
- 寵物兔子名「hip」。收藏物為迪士尼小熊、運動鞋，喜歡爬蟲類。因節目企劃用氣球表演魔術，反覆練習之下對氣球有心理陰影[68][69]。
- 評價 AKB48總製作人秋元康：「好相處、謙虛，對歌迷極好。什麼採訪都用心應對」[70]川榮李奈：「很認真可靠的優秀前輩」[71]；板野友美：「平常嘻嘻笑笑愛鬧，但是個認真的努力家」[72]；  柏木由紀：「（前田敦子）和（大島優子）非常注意周遭的一切，包括誰沒有跟上腳步，或是服裝等任何事，只要是為了讓團隊變得更好，她們什麼都會去做，這種意志真的很強烈」[73]；初代總監督高橋南：「（前田敦子）是『AKB之顏』，優子則為『AKB之招牌』。搞笑但成熟可靠，事情都會自動做好」；總監督橫山由依（子團Not yet成員）：「性格很直接、不說謊，專業意識很高。在後輩面前完全沒架子」[74]。

### AKB相關
- 加入AKB48後，直至離團都是單曲選拔成員，為團內主力成員之一。與前田敦子、高橋南、小嶋陽菜、板野友美、篠田麻里子、渡邊麻友為AKB48「元神七」，在AKB48劇場公演的自我介紹詞是「變幻自在的藝能者」（変幻自在のエンターテイナー）。但入團初期被公司經紀人認為「沒有發展性」，因是童星出身，已有一定完成度。曾被經紀人潑冷水「其實我對妳沒什麼期待」[75]。
- 早期曾與梅田彩佳、松原夏海、野呂佳代組成「梅島夏代」組合，重心為自編的舞蹈（亦自行負責舞台裝之設計）。
- 在成員中的舞蹈為數一數二。被認為是AKB舞步難度最高的單曲《UZA》之center（中心成員）原本為渡邊麻友，但因渡邊練舞時自認無法駕馭此首舞步，而由大島代替成為center[76]。對嗓音沒自信，所以跳舞特別投入。每次演唱會後，秋元康皆會選出該場表現最好的MVP，但大島從未獲得過。秋元康向大島表示，「妳是團裡優等生，不用叮嚀就會自動做好，我是用高標準看待妳」[10]。在團時期常是被當作目標或後輩憧憬的對象。如山本彩[77]、松井玲奈[78]、川榮李奈、菊地彩香、島田晴香、大家志津香、小木曾汐莉、高城亞樹、篠崎彩奈、藤江麗奈等。石田安奈因當年看到〈10年櫻〉PV中的大島，而決定報名SKE的徵選[79]。
- 與初見面的人只要看樣貌談吐幾乎能準確猜中對方年齡[80]。和前田敦子為AKB慣例的握手會中排隊人數最多者，如大島離團前最後一次握手會超過6000人。曾笑言自己應該是世界上和最多人次握過手的人。截至離團，至少握過70萬人次的手[81]，為AKB最多者。
- 成員中與秋元才加、宮澤佐江交情特別好[82][83]，和秋元常搭檔搞笑，和宮澤則互稱「心友」[84][85]，在2012年宮澤要移籍海外的公演上，表示和宮澤是「人生中不會再遇到像這樣的人的關係」[86]。早期除了最要好的野呂佳代，另與峯岸南、板野友美、篠田麻里子、前田敦子（兩人在外租屋時曾為室友）、高橋南、小嶋陽菜等第一期生的關係亦好，大島更表示愛慕小嶋陽菜，特別喜愛親吻小嶋並肢體接觸，小嶋亦表示大島是她的家政婦。團員表示大島在團內有「吻魔」屬性[87]。
- 某期間和高橋南常被搞混，甚至連經紀人都曾認錯人[88]。形容高橋非摯友，而是「戰友」，離團後笑言最想向高橋道歉，「一直在吐槽她」。2013年12月閃電發表離團一事，大島僅在前一晚告知高橋一個人。其後大島曾落淚表示，「我離團最難過的應該是Takamina（高橋）。相反的，若她比我早離開，最難受的是我。所以覺得對不起她」[25]。
- 大島離團前與小嶋陽菜為全團最年長者，AKB成員外出吃飯時，除非總監督高橋南在場，多數皆是大島和小嶋買單（不依照入團資歷）[89]。而團內一般交情的前後輩之間會使用敬語及敬稱（さん），但因一期生與二期生入團只相差半年不到，二期生的大島與其他一期生之間並不存在此規矩[90]。

## AKB48總選舉
| 屆數         | 名次 | 總票數   |
| ------------ | ---- | -------- |
| 第一屆總選舉 | 2    | 3345票   |
| 第二屆總選舉 | 1    | 31448票  |
| 第三屆總選舉 | 2    | 122843票 |
| 第四屆總選舉 | 1    | 108837票 |
| 第五屆總選舉 | 2    | 136503票 |

- AKB生涯單曲選拔成員入選次數：31次（除了因4次猜拳大賽敗北，與離團前最後一張單曲收錄solo畢業曲〈只到今天的旋律〉，其餘皆為主要演唱成員）
- 參與的衍生組合：

子團－Not yet
期間限定－CR彈珠機太妹刑事、Team Dragon from AKB48、AKB IDOLING!!!、Team Z、Team Surprise

## 音樂作品
- 註：以下皆為以AKB身分參與之作品。關於「Not yet」作品，請詳見子條目。
「★」符號者表示該首歌曲有拍攝MV

### 錄音室專輯
|      | 發行日期       | 專輯名稱   | 參與歌曲名稱            | 名義                    | 收錄於 |
| ---- | -------------- | ---------- | ----------------------- | ----------------------- | ------ |
| 02nd | 2010年04月07日 | 神曲集     | Baby! Baby! Baby! Baby! |                         | 全版本 |
| 02nd | 2010年04月07日 | 神曲集     | 你與彩虹與太陽          |                         | 通常盤 |
| 03rd | 2011年06月08日 | 就是在這裡 | 少女們                  |                         | 全版本 |
| 03rd | 2011年06月08日 | 就是在這裡 | 我能做的事              | Team K                  | 全版本 |
| 03rd | 2011年06月08日 | 就是在這裡 | 風的去向                |                         | 全版本 |
| 03rd | 2011年06月08日 | 就是在這裡 | 就是在這裡              | AKB48+SKE48+SDN48+NMB48 | 全版本 |
| 04th | 2012年08月15日 | 1830m      | First Rabbit            |                         | 全版本 |
| 04th | 2012年08月15日 | 1830m      | 離家出走的夜晚          | Team K                  | 全版本 |
| 04th | 2012年08月15日 | 1830m      | 不怕聲名狼藉！          |                         | 全版本 |
| 04th | 2012年08月15日 | 1830m      | 珍貴的時間              |                         | 通常盤 |
| 04th | 2012年08月15日 | 1830m      | 慢走                    |                         | 通常盤 |
| 04th | 2012年08月15日 | 1830m      | 藍天 不會寂寞嗎？       | AKB48+SKE48+NMB48+HKT48 | 全版本 |
| 05th | 2014年01月22日 | 未來軌跡   | After Rain              |                         | Type-A |
| 05th | 2014年01月22日 | 未來軌跡   | 堅強與脆弱之間          | Team K                  | Type-A |
| 05th | 2014年01月22日 | 未來軌跡   | 我會努力                |                         | Type-A |

### 單曲
AKB48名義
|      | 發行日期       | 單曲名稱                            | 參與歌曲名稱                        | 名義            | 收錄於        | MV | 備註                   |
| ---- | -------------- | ----------------------------------- | ----------------------------------- | --------------- | ------------- | -- | ---------------------- |
| 01st | 2006年10月25日 | 好想見你                            | 好想見你                            |                 | 全版本        | ★  | A面曲 出道作品         |
| 02nd | 2007年01月31日 | 制服真礙事                          | 制服真礙事                          |                 | 全版本        | ★  | A面曲                  |
| 02nd | 2007年01月31日 | 制服真礙事                          | Virgin love                         | Team K          | 全版本        |    |                        |
| 03rd | 2007年04月18日 | 曾不屑一顧的愛情                    | 曾不屑一顧的愛情                    |                 | 全版本        | ★  | A面曲                  |
| 04th | 2007年07月18日 | BINGO!                              | BINGO!                              |                 | 全版本        | ★  | A面曲                  |
| 05th | 2007年08月08日 | 我的太陽                            | 我的太陽                            |                 | 全版本        | ★  | A面曲                  |
| 05th | 2007年08月08日 | 我的太陽                            | 未來的果實                          |                 | 全版本        |    |                        |
| 06th | 2007年10月31日 | 妳正在看著夕陽嗎?                   | 妳正在看著夕陽嗎?                   |                 | 全版本        | ★  | A面曲                  |
| 06th | 2007年10月31日 | 妳正在看著夕陽嗎?                   | Viva! Hurricane                     | 向日葵組        | 全版本        |    |                        |
| 07th | 2008年01月23日 | 浪漫、不需要                        | 浪漫、不需要                        |                 | 全版本        | ★  | A面曲                  |
| 07th | 2008年01月23日 | 浪漫、不需要                        | 愛的毛巾                            | 向日葵組        | 全版本        |    |                        |
| 08th | 2008年02月27日 | 櫻花花瓣2008                        | 櫻花花瓣2008                        |                 | 全版本        | ★  | A面曲                  |
| 08th | 2008年02月27日 | 櫻花花瓣2008                        | 最後的制服                          |                 | 全版本        |    |                        |
| 09th | 2008年06月13日 | Baby! Baby! Baby!                   | Baby! Baby! Baby!                   |                 | 全版本        | ★  | A面曲                  |
| 09th | 2008年06月13日 | Baby! Baby! Baby!                   | 不要讓夢想死去                      |                 | Napster       |    |                        |
| 10th | 2008年10月22日 | 大聲鑽石                            | 大聲鑽石                            |                 | 全版本        | ★  | A面曲                  |
| 11th | 2009年03月04日 | 10年櫻                              | 10年櫻                              |                 | 全版本        | ★  | A面曲                  |
| 11th | 2009年03月04日 | 10年櫻                              | 在櫻花色的天空之下                  |                 | 全版本        |    |                        |
| 12th | 2009年06月24日 | 驚喜的淚水!                         | 驚喜的淚水!                         |                 | 全版本        | ★  | A面曲                  |
| 13th | 2009年08月26日 | Maybe是藉口                         | Maybe是藉口                         |                 | 全版本        | ★  | A面曲                  |
| 14th | 2009年10月21日 | RIVER                               | RIVER                               |                 | 全版本        | ★  | A面曲                  |
| 15th | 2010年02月17日 | 櫻花印記                            | 櫻花印記                            |                 | 全版本        | ★  | A面曲                  |
| 15th | 2010年02月17日 | 櫻花印記                            | 真假搖滾                            |                 | 全版本        | ★  |                        |
| 16th | 2010年05月26日 | 馬尾與髮圈                          | 馬尾與髮圈                          |                 | 全版本        | ★  | A面曲                  |
| 16th | 2010年05月26日 | 馬尾與髮圈                          | 馬路須加學園頂尖藍調                |                 | Type-B 劇場盤 | ★  |                        |
| 17th | 2010年08月18日 | 無限重播                            | 無限重播                            |                 | 全版本        | ★  | A面曲 首次擔任Center   |
| 17th | 2010年08月18日 | 無限重播                            | 蔬菜姊妹                            | 蔬菜姊妹        | Type-A 劇場盤 | ★  |                        |
| 17th | 2010年08月18日 | 無限重播                            | Lucky Seven                         |                 | Type-B 劇場盤 | ★  |                        |
| 18th | 2010年10月27日 | Beginner                            | Beginner                            |                 | 全版本        | ★  | A面曲 Center           |
| 19th | 2011年12月08日 | 機會的順序                          | 預約的聖誕節                        |                 | 全版本        | ★  |                        |
| 19th | 2011年12月08日 | 機會的順序                          | ALIVE                               | Team K          | Type-K        | ★  | B-side                 |
| 20th | 2011年02月16日 | 變成櫻花樹                          | 變成櫻花樹                          |                 | 全版本        | ★  | A面曲                  |
|      | 2011年04月01日 | 為了誰 -What can I do for someone?- | 為了誰 -What can I do for someone?- |                 |               | ★  |                        |
| 21st | 2011年05月25日 | Everyday、髮箍                      | Everyday、髮箍                      |                 | 全版本        | ★  | A面曲                  |
| 21st | 2011年05月25日 | Everyday、髮箍                      | 現在開始 Wonderland                 |                 | 全版本        | ★  |                        |
| 21st | 2011年05月25日 | Everyday、髮箍                      | 鬥魂                                |                 | Type-A        | ★  |                        |
| 22nd | 2011年08月24日 | 飛翔入手                            | 飛翔入手                            |                 | 全版本        | ★  | A面曲                  |
| 22nd | 2011年08月24日 | 飛翔入手                            | 不知不覺的青春                      |                 | Type-A        | ★  |                        |
| 22nd | 2011年08月24日 | 飛翔入手                            | 冰淇淋之吻                          |                 | Type-B        | ★  |                        |
| 22nd | 2011年08月24日 | 飛翔入手                            | 野菜占卜                            | 蔬菜姊妹2011    | 劇場盤        |    |                        |
| 23rd | 2011年10月26日 | 風正在吹                            | 風正在吹                            |                 | 全版本        | ★  | A面曲 Center           |
| 24th | 2011年12月07日 | 崇尚麻里子                          | 耶誕夜                              |                 | 全版本        | ★  |                        |
| 24th | 2011年12月07日 | 崇尚麻里子                          | 零和太陽                            | Team K          | Type-K        | ★  | Center                 |
| 25th | 2012年02月15日 | GIVE ME FIVE!                       | GIVE ME FIVE!                       |                 | 全版本        | ★  | A面曲                  |
| 25th | 2012年02月15日 | GIVE ME FIVE!                       | 甜蜜&苦澀                           | Selection6      | 全版本        | ★  |                        |
| 26th | 2012年05月23日 | 仲夏的Sounds good!                  | 仲夏的Sounds good!                  |                 | 全版本        | ★  | A面曲                  |
| 26th | 2012年05月23日 | 仲夏的Sounds good!                  | 給我吧、達令！                      |                 | Type-A        | ★  |                        |
| 26th | 2012年05月23日 | 仲夏的Sounds good!                  | 為了你我…                           | Stage Fight選拔 | 劇場盤        |    | Center                 |
| 27th | 2012年08月29日 | 格子花紋                            | 格子花紋                            |                 | 全版本        | ★  | A面曲 Center           |
| 27th | 2012年08月29日 | 格子花紋                            | 夢河                                |                 | Type-A 劇場盤 | ★  |                        |
| 28th | 2012年10月31日 | UZA                                 | UZA                                 |                 | 全版本        | ★  | A面曲 Center           |
| 28th | 2012年10月31日 | UZA                                 | 破壞&重建                           | Team K          | Type-K        | ★  | Center                 |
| 29th | 2012年12月05日 | 永遠的壓力                          | 最特別的耶誕節                      |                 | 全版本        | ★  | B-side                 |
| 29th | 2012年12月05日 | 永遠的壓力                          | 比永遠更長久                        | OKL48           | Type-D        | ★  |                        |
| 30th | 2013年02月20日 | So long!                            | So long!                            |                 | 全版本        | ★  | A面曲                  |
| 30th | 2013年02月20日 | So long!                            | 夕陽瑪麗                            | Team K          | Type-K        | ★  | Center                 |
| 31st | 2013年05月22日 | 再見自由式                          | 再見自由式                          |                 | 全版本        | ★  | A面曲 Center           |
| 31st | 2013年05月22日 | 再見自由式                          | How come ?                          | Team K          | Type-K        | ★  | Center                 |
| 32nd | 2013年08月21日 | 戀愛的幸運餅乾                      | 戀愛的幸運餅乾                      |                 | 全版本        | ★  | A面曲                  |
| 32nd | 2013年08月21日 | 戀愛的幸運餅乾                      | 最後一扇門                          |                 | Type-B        | ★  |                        |
| 32nd | 2013年08月21日 | 戀愛的幸運餅乾                      | 不是因為眼淚                        |                 | Type-B        | ★  |                        |
| 33rd | 2013年10月30日 | 真心電流                            | 真心電流                            |                 | 全版本        | ★  | A面曲                  |
| 33rd | 2013年10月30日 | 真心電流                            | 細雪的悔悟                          | Team K          | Type-K        | ★  | Center                 |
| 34th | 2013年12月11日 | 倘若在梧桐樹什麼的                  | Mosh&Dive                           |                 | 全版本        | ★  | B-side                 |
| 34th | 2013年12月11日 | 倘若在梧桐樹什麼的                  | Party is over                       | AKB48           | Type-A        | ★  |                        |
| 35th | 2014年02月26日 | 勇往直前                            | 勇往直前                            |                 | 全版本        | ★  | A面曲 Center           |
| 36th | 2014年05月21日 | 拉布拉多獵犬                        | 只到今天的旋律                      |                 | 全版本        | ★  | B-side                 |
| 43rd | 2016年03月09日 | 你就是旋律                          | 你就是旋律                          |                 | 全版本        | ★  | A面曲 以畢業生名義參加 |

SKE48名義
|      | 發行日期        | 單曲名稱   | 參與歌曲名稱 | 名義             | 收錄於 | MV | 備註                  |
| ---- | --------------- | ---------- | ------------ | ---------------- | ------ | -- | --------------------- |
| 19th | 2016年03月030日 | 胆小鬼LINE | 旅行途中     | 宮澤佐江和朋友們 | Type-D | ★  | 以AKB48畢業生名義參加 |

### Team Surprise公演單曲
重力共鳴公演
| 公演 | 發行日期       | 公演曲             | 演唱成員                                                                    | MV |
| ---- | -------------- | ------------------ | --------------------------------------------------------------------------- | -- |
| M01  | 2012年09月12日 | 重力共鳴           | Team Surprise                                                               | ★  |
| M06  | 2012年10月10日 | 1994年的雷鳴       | 小嶋陽菜、篠田麻里子 高橋南、板野友美、大島優子                             | ★  |
| M09  | 2012年10月27日 | 桂花               | 大島優子、柏木由紀、前田敦子                                                | ★  |
| M11  | 2012年11月10日 | 出發的時機         | Team Surprise                                                               | ★  |
| M12  | 2012年11月17日 | AKB慶典            | Team Surprise                                                               | ★  |
| M13  | 2013年07月16日 | 你比想像中的更……   | Team Surprise                                                               | ★  |
| M16  | 2013年08月31日 | 女神在哪裡微笑著？ | 高城亞樹、北原里英、板野友美、渡邊麻友 大島優子、小嶋陽菜、宮澤佐江、峯岸南 | ★  |

玫瑰的儀式公演
| 公演 | 發行日期       | 公演曲         | 演唱成員                                                                    | MV |
| ---- | -------------- | -------------- | --------------------------------------------------------------------------- | -- |
| M01  | 2014年09月06日 | 眼中倒映的未來 | Team Surprise                                                               | ★  |
| M02  | 2014年09月06日 | Hungry Lion    | 高城亜樹、篠田麻里子、大島優子、小嶋陽菜                                    | ★  |
| M11  | 2014年11月08日 | 失戀同盟       | 峯岸南、柏木由紀、大島優子 松井玲奈、北原里英                               | ★  |
| M12  | 2014年11月15日 | 玫瑰的儀式     | Team Surprise                                                               | ★  |
| M13  | 2015年11月02日 | 美麗的狩獵     | Team Surprise                                                               | ★  |
| M15  | 2015年11月21日 | 愛之川         | 大島優子、渡邊麻友、柏木由紀、高橋南 篠田麻里子、小嶋陽菜、板野友美、峯岸南 | ★  |
| M16  | 2015年11月28日 | 捏臉頰         | Team Surprise                                                               | ★  |

### 其他單曲
| 發行日期       | 單曲名稱   | 參與歌曲名稱 | 名義                   | 收錄於                    | MV | 備註                                                                  |
| -------------- | ---------- | ------------ | ---------------------- | ------------------------- | -- | --------------------------------------------------------------------- |
| 2009年04月01日 | 啾一個！   | 啾一個！     | AKB IDOLING!!!         | 全版本                    | ★  | 由AKB48和IDOLING!!!組成，是以雙方 各自挑選8人並組合成16人的形式呈現。 |
| 2009年04月01日 | 啾一個！   | 迷人期之歌   | AKB48                  | 全版本                    |    |                                                                       |
| 2010年07月21日 | 心之羽根   | 心之羽根！   | Team Dragon from AKB48 | 全版本                    | ★  |                                                                       |
| 2010年07月21日 | 心之羽根   | 世界中之雨   | AKB48                  | 全版本                    | ★  |                                                                       |
| 2012年10月30日 | Sugar Rush | Sugar Rush   | AKB48                  | 《無敵破壞王》 電影原聲帶 | ★  | 《無敵破壞王》在全球市場放映時的片尾曲                                |

### 劇場公演分組曲
| 公演名稱                                 | 參與歌曲名稱        | 備註                               |
| ---------------------------------------- | ------------------- | ---------------------------------- |
| 元Team K時期                             |                     |                                    |
| Team K 1st Stage「PARTY開始了」公演      | 裙襬飄飄            | 1st unit                           |
| Team A 2nd Stage「想見你」公演           | 嘆息的人偶          | 2006年5月25日， 擔任板野友美的代演 |
| Team A 2nd Stage「想見你」公演           | 玻璃般的我愛你      | 2006年5月25日， 擔任板野友美的代演 |
| Team K 2nd Stage「青春女孩」公演         | 禁忌的2人           |                                    |
| Team K 2nd Stage「青春女孩」公演         | 放浪之夏            |                                    |
| Team K 3rd Stage「腦內天堂」公演         | 淚中帶笑            | Solo                               |
| 向日葵組 1st Stage「我的太陽」公演       | 我 朱麗葉與雲霄飛車 |                                    |
| 向日葵組 2nd Stage「不要讓夢想死去」公演 | Confession          |                                    |
| Team K 4th Stage「最終鐘聲鳴響」公演     | 對不起 我的寶石     |                                    |
| Team K 5th Stage「引體後翻」公演         | 曲終人盡            |                                    |
| THEATER G-ROSSO「不要讓夢想死去」公演    | Confession          | 佐藤亞美菜・淺居圓的後備           |
| 秋元Team K時期                           |                     |                                    |
| Team K 6th Stage「RESET」公演            | 心端的沙發          |                                    |
| 大島Team K時期                           |                     |                                    |
| Team K「Waiting」公演                    | Glory days          |                                    |
| Team K「Waiting」公演                    | 不是因為眼淚        |                                    |
| Team K「Waiting」公演Ⅱ「最終鐘聲鳴響」   | 19人姐妹之歌        |                                    |

### 大型演唱會
- 詳見「AKB48公演列表」

## 戲劇作品

### 電影
- 大怪獸現身東京（日语：大怪獣東京に現れる）（1998年9月26日，松竹） - 飾演 祭之少女
- 千里眼（日语：千里眼シリーズ#映像化作品）（2000年6月10日公開，東寶） - 飾演 岬美由紀（幼年期）
- ICE（2007年1月，E-NET FRONTIER） - 飾演 リンネ（動畫配音）
- 傳染歌（2007年8月25日，松竹） - 飾演
- 櫻之園（2008年11月8日，松竹） - 飾演
- TEKETEKE（日语：テケテケ (映画)）（2009年3月21日公開） - 飾演 大橋可奈（主演）
- 銀色的雨（日语：銀色の雨）（2009年10月公開） - 飾演
- 澀谷（日语：渋谷 (映画)）（2010年1月9日） - 飾演
- 甜蜜小谎言（日语：スイートリトルライズ）（2010年3月13日） - 飾演 岩本文
- 三角（日语：さんかく）（2010年6月24日） - 飾演 家庭餐廳女服務員 ※友情出演
- 勇敢傳說（2012年7月21日） - 日本語配音版 飾演 Merida公主
- 黑金丑島君（2012年8月25日） - 飾演 鈴木未來
- 劇場版 SPEC〜結〜 漸ノ篇/爻ノ篇（2013年11月1日、11月29日） - 飾演
- 紙之月（2014年11月15日） - 飾演 相川惠子
- 麵包超人：咪賈和魔法神燈（日语：それいけ!アンパンマン ミージャと魔法のランプ） - 飾演 ミージャ（動畫配音）
- 羅曼史（2015年8月29日） - 北條鉢子（主演）
- 真田十勇士（2016年9月22日） - 飾演 火垂[93]
- 疾風迴旋曲（2016年11月26日） - 飾演 瀨利千晶
- 愛情36劑 Love x Doc（2018年5月11日）- 客串
- 說不出口的愛（2020年10月3日）- 飾演 奈津美
- 妖怪大戰爭 Guardians（2021年夏） - 飾演 雪女
- 我們都無法成為大人（2021年11月5日） - 飾演 石田惠
- 我想被高中女生殺死（2022年4月1日） - 飾演 深川五月
- 鳶（2022年4月8日） - 飾演 幸惠
- 七人的秘書 THE MOVIE（2022年10月7日） - 飾演 風間三和
- 天間莊的三姊妹（2022年10月28日） - 飾演
- 電影涅墨西斯 黃金螺旋之謎（2023年3月31日） - 飾演 上原黃以子

### 電視劇
- 小雞們的天使（日语：ひよこたちの天使）（1996年4月15日 - 5月31日，TBS電視台）※出道作品
- ラブの贈りもの（1996年7月22日 - 8月30日，TBS電視台） - 飾演 朋友
- 處女之路（1997年1月6日 - 3月17日，富士電視台）- 飾演 櫻井和美（幼年期）
- D×D超能偵察員（日语：D×D）（1997年7月 - 9月，日本電視台） - 飾演 （幼年期）
- 電磁戰隊百萬連者（1997年11月30日，朝日電視台） - 飾演 少女（客串第40話）
- LOVE&PEACE（日语：LOVE&PEACE (テレビドラマ)）（1998年4月18日 - 7月4日，日本電視台） - 飾演 太田明日香（幼年期）
- 千年王國三槍手（1999年4月9日，朝日電視台）（客串第2話）
- 螺旋（1999年7月 - 9月，富士電視台）  - 飾演 亞美、里美
- 西洋骨董洋菓子店（2001年，富士電視台） - 飾演 大林加世子(客串第4話)
- 東京庭院獨門獨戶（日语：東京庭付き一戸建て）（2002年7月 - 9月，日本電視台）  - 飾演 福田夏深　 ※首次演出固定角色
- 推理劇場 狼女の子守唄（2002年12月16日，TBS電視台） - 飾演 狼女（幼年期）
- 毛骨悚然撞鬼經驗（2004年2月28日，富士電視台） - 飾演
- (2)（2004年5月28日，富士電視台） - 飾演 浅村由香里
- 危險傻大姊（2005年10月31日，富士電視台） - 飾演 愛的友人（客串第3話）
- 惡女的一生～和戲劇結婚的女演員 杉村春子的生涯～（2005年11月26日，富士電視台）
- 少女偵探之怪奇事件（日语：栞と紙魚子の怪奇事件簿#栞と紙魚子の怪奇事件簿）（2008年3月22日、29日，日本電視台） - 飾演  （客串第12話、最終話）
- 律師 一之瀬凛子（日语：弁護士 一之瀬凛子）系列（2008，TBS電視台） - 飾演 大屋惠
  - 律師 一之瀬凛子（日语：弁護士 一之瀬凛子）（2008年6月30日）
  - 律師 一之瀬凛子（日语：弁護士 一之瀬凛子）2（2010年1月18日）
  - 律師 一之瀬凛子（日语：弁護士 一之瀬凛子）3（2010年12月6日）
- 貓街（2008年9月4日 - 18日，NHK、NHK-BShi） - 飾演 （客串第2、3、4話）
- Cafe吉祥寺（日语：Cafe吉祥寺で#テレビドラマ）（2008年10月8日 - 10日，東京電視台） - 飾演 篠原美里（客串第8、9、10話）
- 土曜劇場 （2008年10月25日、富士電視台）
- 1分半劇場（2008年11月17日 - 2009年6月9日，TBS電視台） - 飾演 小島ユウコ
- 隨風飄舞的塑膠布（日语：風に舞い上がるビニールシート）（2009年5月30日 - 7月4日，NHK）-　飾演 川井千鶴
- 馬路須加學園（2010年1月8日 - 3月26日，東京電視台） - 飾演 大島優子
- 轉職必勝班（2010年1月14日 - 3月11日，朝日電視台）-　飾演 小笠原マナミ
- 三代目明智小五郎〜今天明智還是被殺了〜（日语：三代目明智小五郎〜今日も明智が殺される〜）（2010年，MBS）
- 毛骨悚然撞鬼經驗夏之特別篇 AKB48まるごと浄霊スペシャル「赤いイヤリングの怪」（2010年8月24日，富士電視台） - 綿引昌代（主演）
- 靈能力者 小田霧響子的謊言（2010年10月10日 - 12月5日，朝日電視台) - 飾演 飯伏熏
- 來自櫻花的信 ～AKB48 各自的畢業故事～（2011年2月26日 - 3月6日，日本電視台） - 飾演 大島優子
- Dr.伊良部一郎（2011年3月20日，朝日電視台) - 飾演 大島優子（客串第7話。以「Not yet」成員身分登場）
- 馬路須加學園2 第1、2、8、10、12話（2011年4月15日 - 7月1日，東京電視台） - 飾演 大島優香&大島優希
- 我無法戀愛的理由（2011年10月17 - 12月19日，富士電視台） - 飾演 半澤真子
- 黑板～與時代戰鬥的教師們（日语：ブラックボード〜時代と戦った教師たち〜） 第1夜（2012年4月5日，TBS電視台） - 飾演 市原孝美
- 青蛙公主（2012年4月12日 - 6月21日，富士電視台） - 飾演
- 世界奇妙物語秋之特別篇「心靈App」（2012年10月6日，富士電視台） - 立花さおり（主演）
- So long ! 第二夜（2013年2月12日，日本電視台） - 飾演 倉林美帆
- 破案天才伽利略 第二季 第三章（2013年4月29日，富士電視台） - 飾演 脇坂睦美（客串第3話）
- WONDA×AKB48 短篇故事 幸運餅乾（日语：WONDA×AKB48 ショートストーリー「フォーチュンクッキー」#第6話 SNS）（2013年7月7日，富士電視台） - 飾演 森川優香
- 神的貝雷帽～手塚治虫的怪醫黑傑克創作秘辛（日语：ブラック・ジャック創作秘話〜手塚治虫の仕事場から〜#テレビドラマ）（2013年9月24日，關西電視台） - 飾演 小田町咲良
- 安堂机器人（2013年10月13日 - 12月15日，TBS電視台）- 饰演 沫嶋七瀬
- SPEC～零～（2013年10月23日，TBS電視台） - 飾演
- 錢的戰爭（2015年1月6日，關西電視台） - 飾演 紺野未央[94]
- 脫黑～不再當黑社會～（2015年4月16日 - 6月18日，TBS電視台）-飾演 永光麥秋（連續劇初主演）
- 馬路須加學園5（2015年8月25日，日本電視台） - 飾演 大島優香/大島優希（客串第2話）
- NHK晨間劇 阿淺來了（2015年9月28日 - 2016年4月2日，NHK） - 飾演 平塚雷鳥/平塚明（客串第150、152、153話）
- 東京白日夢女（2017年1月18日 - 3月22日，日本電視台） - 飾演 鳥居小雪
- 蔚藍海岸No.10（2017年11月28日，WOWOW、Hulu）
- NHK晨間劇 緋紅（2019年9月30日 - 2020年3月28日，NHK） - 飾演 熊谷照子
- 教場（2020年1月4、5日，富士電視台） - 飾演 楠本忍
- 看到他們就會明白（日语：彼らを見ればわかること）（2020年1月11日 - 2月29日，WOWOW） - 飾演 鸭居流美
- 東京白日夢女2020（2020年10月7日，日本電視台）- 飾演 鳥居小雪
- 七人的秘書（2020年10月22日 - 12月10日，朝日電視台）- 飾演 風間三和
- 十三人的刺客（2020年11月28日，NHK BS Premium）- 飾演 あき
- 教場2（2021年1月3、4日，富士電視台）- 飾演 楠本忍
- 神的病歷簿（2021年2月15日 - 3月8日，東京電視台）- 飾演 東西直美
- 涅墨西斯（2021年4月11日 - 6月14日，日本電視台）- 飾演 上原黃衣子
- 正義的天秤（日语：正義の天秤）（2021年9月25日 - 10月23日，NHK）- 飾演 雨宮久美子
  - 正義的天秤season2（2023年5月6日 - 6月3日，NHK）- 飾演 雨宮久美子
- 七人的秘書特別篇（2022年10月2日，朝日電視台） - 飾演 風間三和
- 大河劇 直衝青天（2021年11月7日 - 12月26日，NHK）- 飾演 伊藤兼子（客串第37-41話）
- 因為我們忘記一切（2022年9月14日，Disney+）- 飾演 神秘女子
- 反英雄（2024年4月14日 - 6月16日，TBS電視台）- 飾演 白木凜
- GO HOME～警視廳身份不明人相談室～（2024年7月13日 - 9月28日，日本電視台）- 飾演 月本真

### 舞台劇
- No.9―不滅の旋律―（2015年10月10日 - 25日，東京赤坂ACTシアター） - 飾演 マリや[95]
- 美幸―アンコンディショナルラブ―（2016年5月 - ，東京本多劇場、大阪サンケイホールブリーゼ） - 飾演 美幸（與鈴木浩介雙人戲劇）[96]
- 罪と罰―（2019年1月9日 - 2月1日, 東京 Bunkamuraシアターコクーン、2019年2月9日 - 2月17日, 大阪 森ノ宮ピロティホール）- 飾演 ソーニャ

### 錄影帶電影
- HARD BOILED （1997年9月5日） - 飾演
- 炎（2000年6月10日） - 飾演 若田部優子
- ICE（2007年5月25日、7月25日、9月25日、イーネット・フロンティア） - 飾演 リンネ

## 電視節目

### 綜藝節目
註：以個人guest名義上的非AKB綜藝節目不列入此項
- AKB1時59分!（2008年1月24日 - 3月27日，日本電視台）
- AKB0時59分!（2008年4月7日 - 28日、6月2日 - 9月29日，日本電視台）
- AKB48神TV（2008年9月28日 - ，家庭劇場（日语：ファミリー劇場））
  - Season1（2008年9月28日 - 10月12日）
  - Season2（2009年7月10日 - 17日、8月14日 - 9月18日）
  - Season3（2009年10月9日 - 16日、11月6日 - 27日）
  - Season4（2010年7月18日 - 25日、9月5日 - 12日）
  - Season5（2010年12月5日 - 19日）
  - Season6（2011年5月29日 - 6月5日）
- AKBINGO!（2008年10月1日 - 不定期演出，日本電視台）
- 週刊AKB（2009年7月10日 - 不定期演出，東京電視台）
- AKB-級グルメスタジアム（2010年6月27日、8月15日，食と旅のフーディーズTV）
- AKB和××!（2010年7月13日、8月10日、9月28日、10月28日、12月23日、2011年12月15日、2012年1月19日，讀賣電視台）
- 原來如此！高校（2010年5月30日、10月9日、2011年4月21日 - 2012年3月8日，日本電視台）
- 矛盾大對決（2011年5月2日 - ，富士電視台）
- 微妙〜（2011年9月29日 - 10月13日、27日、11月3日）
- （2011年10月9日 - 2012年3月25日，TBS電視台）- Not yet
- 有吉AKB共和國（2012年2月16日 - 不定期演出，TBS電視台）
- 火曜曲！（2012年4月24日 - 不定期演出，TBS電視台）
- AKB48的真格挑戰（2012年7月6日）
- メ〜テレ開播50周年記念特別節目「認真採訪孩子憧憬的名人!」（2012年9月30日，名古屋電視台）
- HaKaTa百貨店（2012年11月4日，日本電視台）
- AKB子兔道場（2012年12月7日 - 不定期出演，東京電視台）
- AKB映像中心（2013年4月28日、5月12日，富士電視台）
- AKB48コント「何もそこまで…」（2013年7月26日 - 2014年2月21日，ひかりTV）
- AKB48 SHOW!（2013年10月5日 - ，NHK BS Premium）
- Woman On The Planet（日语：ウーマン・オン・ザ・プラネット）（2014年4月5日 - 2015年3月28日） 主持人

### 特別節目
- 第58回NHK紅白歌合戰（2007年） - AKB48於紅白首次出場
- 24小時電視 「愛心救地球」「誓い〜一番大切な約束」（2008年8月31日，日本電視台）
- 第60回NHK紅白歌合戰（2009年）－驚喜之RIVER! 紅白Remix
- 第61回NHK紅白歌合戰（2010年）－紅白2010 AKB48神曲SP（Beginner、無限重播、馬尾與髮圈）
- 第62回NHK紅白歌合戰（2011年）－AKB48 Special MIX〜加油日本！〜（风正在吹、飞翔入手、Everyday、髮箍）
- 第63回NHK紅白歌合戰（2012年）－AKB48 紅白 2012 SP 〜第2章〜（UZA、格子花紋、仲夏的Sounds good!）
- 第64回NHK紅白歌合戰（2013年）－紅白2013 SP～AKB48 Festival（戀愛的幸運餅乾、無限重播）
- 第66回NHK紅白歌合戰（2015年）－AKB48 紅白2015 SP ～10周年記念組曲～（飛翔入手、無限重播、戀愛的幸運餅乾）※驚喜登場

### 特輯

#### 紀錄片
- 池上彰の戦争を考えるSP 〜戦争はなぜ始まり、どう終わるのか〜（2010年8月15日、東京電視台）
- アスリートの魂「世界一のサイドバックに サッカー 長友佑都」（2011年5月9日、NHK） - 旁白
- イタリア ミラノ 美をめぐるものがたり〜麗しの邸宅美術館×ルネサンスの“横顔美人”〜（2014年4月18日（TBS）、2014年4月27日（BS-TBS）） - スペシャルナビゲーター[97]

#### 個人特輯
- 情熱大陸（MBS）
  - 大島優子▽AKB48が心配です…（2013年10月20日）
  - 800回記念SP ▽ぼくらは、1988年生まれ（2014年5月4日、11日）

## 廣播節目
- AKB48 喂！明天老時間。（日语：AKB48 明日までもうちょっと。）（2007年10月1日 - 不定期，文化放送）
- AKB48 今晚不回家（日语：AKB48 今夜は帰らない…）（2008年4月5日 - 11月22日，CBCラジオ）
- AKB48 ALL NIGHT NIPPON（日语：AKB48のオールナイトニッポン）（2010年4月16日 - 不定期，日本放送）
- Listen？〜Live 4 Life〜（日语：リッスン? 〜Live 4 Life〜）（2010年12月7日 - 28日，文化放送） - 12月分星期二的主持人

## 網路限定
- Yahoo Live Talk（2008年1月8日、Yahoo! JAPAN）

## 個人活動
- AKB48 Team K大島優子香港来港記念活動 小型live&握手会（2011年2月26日，香港西九龍中心活動大廳）
- ミラノ「ポルディ・ペッツォーリ美術館」 華麗なる貴族Collection - 展覧会ナビゲーター（廣播導覽）[98][99]
  - ミラノ ポルディ・ペッツォーリ美術館 華麗なる貴族コレクション 東京展（2014年4月4日 - 5月25日，Bunkamura#ガーデンフロア（Bunkamuraザ・ミュージアム）
  - ミラノ ポルディ・ペッツォーリ美術館 華麗なる貴族コレクション 大阪展（2014年5月31日 - 7月21日，あべのハルカス美術館）

## 出版物

### 雜誌
- 註：加入AKB48前及以AKB成員身分刊載的部分略
- 2008年4月号（2008年2月25日出版）
- （2008年3月18日出版）
- KING 2008年5月号（2008年4月12日出版、講談社） - ・NTT DoCoMo編
- Famima.com 6月号（2008年5月出版、Famima.com） - 
- Girls! Vol.26（2008年9月26日出版、雙葉社）
- No.46（2008年11月1日出版、集英社） - 泳裝

### 連載
- smart（2011年4月24日～、宝島社） - 「好きなモノって、こう優子と!」
- VoCE（日语：VoCE）雜誌（2015年9月號～） - 「優子のべっぴん道」

### 寫真集
Central Group時期
- Charm（2001年7月10日，心交社） - 田島穗奈美共演 ISBN 4883026280
- （2003年10月16日）ISBN 4821125765
- （2003年11月30日）

AKB48時期
- ゆうらりゆうこ（2008年12月19日，竹書房，攝影：関めぐみ）ISBN 4812436931
- 優子のありえない日常（2009年10月17日、ワニブックス、撮影：中山雅文）ISBN 4847042085
- 君は、誰のもの?（2010年8月25日，光文社，攝影：TakeoDec.）ISBN 4334901751
- 優子（講談社MOOK、2011年6月17日，講談社）ISBN 4063895734

AKB48離團後
- 脱ぎやがれ!（2014年9月18日，幻冬舎，攝影：蜷川實花）ISBN 4344025912
- WORK (2018年11月22日，講談社)
- LIFE (2018年11月22日，講談社)

### 日曆
- 2009年年曆（2008年10月11日，ハゴロモ）
- 2010年年曆（2009年10月，ハゴロモ）
- 2011年年曆（2010年9月30日，ハゴロモ）
- 2012年海報年曆（2011年11月19日，ハゴロモ）
- 2012年TOKYO年曆（2011年11月29日，ハゴロモ）
- 2013年掛曆、桌曆（2012年11月、12月，ハゴロモ）
- 2014年掛曆、桌曆（2013年12月6日，ハゴロモ）
- 2015年松竹掛曆（2015年1月30日，松竹） - 四月分人物[100]
- 2016年掛曆、桌曆（2015年10月13日，ハゴロモ）

### 收集卡片
- HIT'S LIMITED 大島優子收集卡片（2010年2月25日，ヒッツ）

## 影音作品
- 註：以AKB48名義的其他作品，詳見「AKB48相關作品」條目

### CD
Central Group時期
1. - Doll's Vox（日语：Doll's Vox）
2. 高見澤俊彥（日语：高見沢俊彦）製作之偶像團體

### DVD
Central Group時期
- Growing up!（2001年7月27日出版，心交社） - 與田島穗奈美共演
- adolescence（2003年10月3日出版，笠倉出版社）

AKB48時期
- （2008年12月19日出版，竹書房）
- （2009年12月6日出版，ワニブックス）
- （2010年11月10日，光文社）

## 個人獎項
註：團體獎項詳見「AKB48（獎項）」

### 戲劇類

#### 獲獎
- 2012年第6回JAPAN CUTS〜「Cut Above Award for Outstanding Debut」（《黑金丑島君》）[101]
- 2012年第36回日本電影金像獎話題賞演員部門（《黑金丑島君》）[102]
- 2014年第39回報知電影獎助演女優賞（《紙之月》）
- 2014年第36回橫濱電影節助演女優賞（《紙之月》）[103]
- 2015年第38回日本電影金像獎優秀助演女優賞（《紙之月》）[註 7][104]
- 2015年第24回東京體育電影大獎（日语：東京スポーツ映画大賞）助演女優賞（《紙之月》）[105]
- 2015年第85回日劇學院賞主演女優賞（《脫黑～不再當黑社會～》）[7]

#### 提名
- 2012年第37回報知電影獎助演女優賞（《黑金丑島君》）
- 2015年第57回藍絲帶獎優秀助演女優賞（《紙之月》）
- 2015年第40回報知電影獎主演女優賞（《羅曼史》）

### 其他
- 第5回婚紗珠寶首飾公主[106]
- 第23回日本國際寶飾展（20代部門）[107]
- BLOG of the year 2011（日语：BLOG of the year）女性部門[108]

## 外部連結
- 大島優子官方網站（页面存档备份，存于）（日語）
- 太田製作官方網站資料（日語）
- YAHOO!JAPAN官方資料（页面存档备份，存于）（日語）
- 大島優子的X（前Twitter）（日語）
- 大島優子的Instagram帳戶（日語）
- 大島優子的新浪微博（日語）（暫停更新）